# Marie Mejzlíková II
Marie Mejzlíková II (poročena Majerová), češka atletinja, * 13. december 1903, Praga, Avstro-Ogrska, † avgust 1994.
Ni nastopila na poletnih olimpijskih igrah. Na svetovnih ženskih igrah je osvojila naslov prvakinje v teku na 60 m in podprvakinje v teku na 100 jardov leta 1922. Postavila je prve uradno priznane svetovne rekorde v teku na 100 m, skoku v daljino in štafeti 4x100 m.